# Сарод

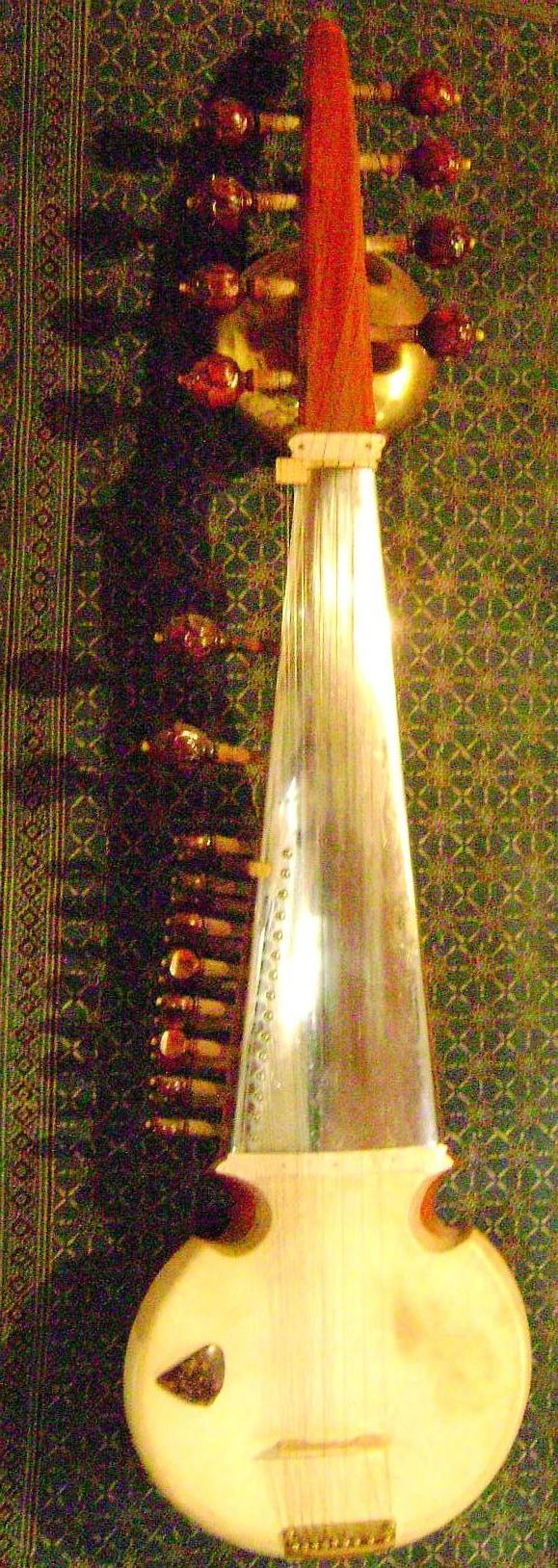
Сарод

Сарод — безладовый струнно-щипковый музыкальный инструмент из семейства лютневых, преимущественно используемый для исполнения индийской классической музыки. Наряду с ситаром является наиболее популярным и известным музыкальным инструментом в музыке Хиндустани. Характеризуется глубоким, плотным, медитативным звучанием, насыщенным призвуками от симпатических струн (дживари). 

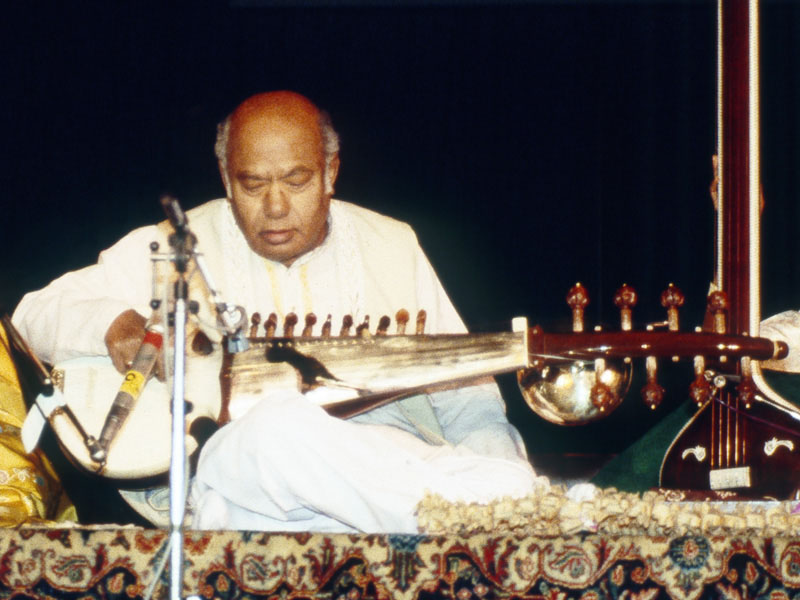
Сарод в руках Али Акбар Хана

Сарод является родственником (а возможно, и потомком) афганского ребаба, издревле распространённого в Центральной Азии музыкального инструмента.
В XX веке, сарод получил широкую известность на Западе во многом благодаря усилиям Аладдин Хана — основателя майхарской гхараны (исполнительской школы) и наставника Рави Шанкара и Али Акбар Хана. Последний также наиболее известен как исполнитель на сароде.
Благодаря Амджад Али Хану стал концертным солирующим инструментом, звучит также в ансамбле с ситаром.
Конструкция инструмента варьируется и зависит от конкретной гхараны. Чаще всего сарод имеет 20-25 струн, из которых 4 или 5 используются для исполнения мелодии, 1 или 2 чикари струны — для дронирования и 9-11 — симпатические струны. Звук извлекается плектром (джава или мизраб), изготовленным из кокосового ореха, слоновой кости и других материалов.